# Agapeta heliochrosta
Agapeta heliochrosta is een vlinder uit de familie bladrollers (Tortricidae). De wetenschappelijke naam is voor het eerst geldig gepubliceerd in 1928 door Meyrick.
De soort komt voor in tropisch Afrika.